# Inverso Pinasca
Inverso Pinasca, anche noto come Inverso di Pinasca (L'Invers ëd Pinasca in piemontese, L'Ënvers de Pinacha in occitano), è un comune italiano di 678 abitanti della città metropolitana di Torino in Piemonte.
Si trova in Val Chisone.

## Geografia fisica
Il comune si trova sulla destra orografica della valle e quindi nella parte esposta a nord. Da qui il nome di Inverso Pinasca.

## Storia

### Simboli
Lo stemma e il gonfalone sono stati concessi con decreto del presidente della Repubblica del 9 dicembre 1955.
Il gonfalone è un drappo partito di bianco e di azzurro.

## Società

### Evoluzione demografica
Abitanti censiti

## Amministrazione
| Periodo | Periodo   | Primo cittadino             | Partito      | Carica  | Note       |
| ------- | --------- | --------------------------- | ------------ | ------- | ---------- |
| 2004    | 2009      | Andrea Coucourde            | lista civica | Sindaco |            |
| 2009    | 2014      | Cristina Elisabetta Orsello | lista civica | Sindaco |            |
| 2014    | 2019      | Cristina Elisabetta Orsello | lista civica | Sindaco | II mandato |
| 2019    | in carica | Luciano Bounous             | lista civica | Sindaco |            |

### Altre informazioni amministrative
Il comune faceva parte della Comunità Montana Valli Chisone e Germanasca.